# Ritscher-Canyon
Koordinaten: 68° 15′ S, 30° 0′ O
Der Ritscher-Canyon ist ein Tiefseegraben in der Riiser-Larsen-See vor der Prinzessin-Ragnhild-Küste des ostantarktischen Königin-Maud-Lands.
Namensgeber ist der deutsche Polarforscher Alfred Ritscher (1879–1963), Leiter der Deutschen Antarktischen Expedition 1938/39.